# Sílvia Pérez Cruz

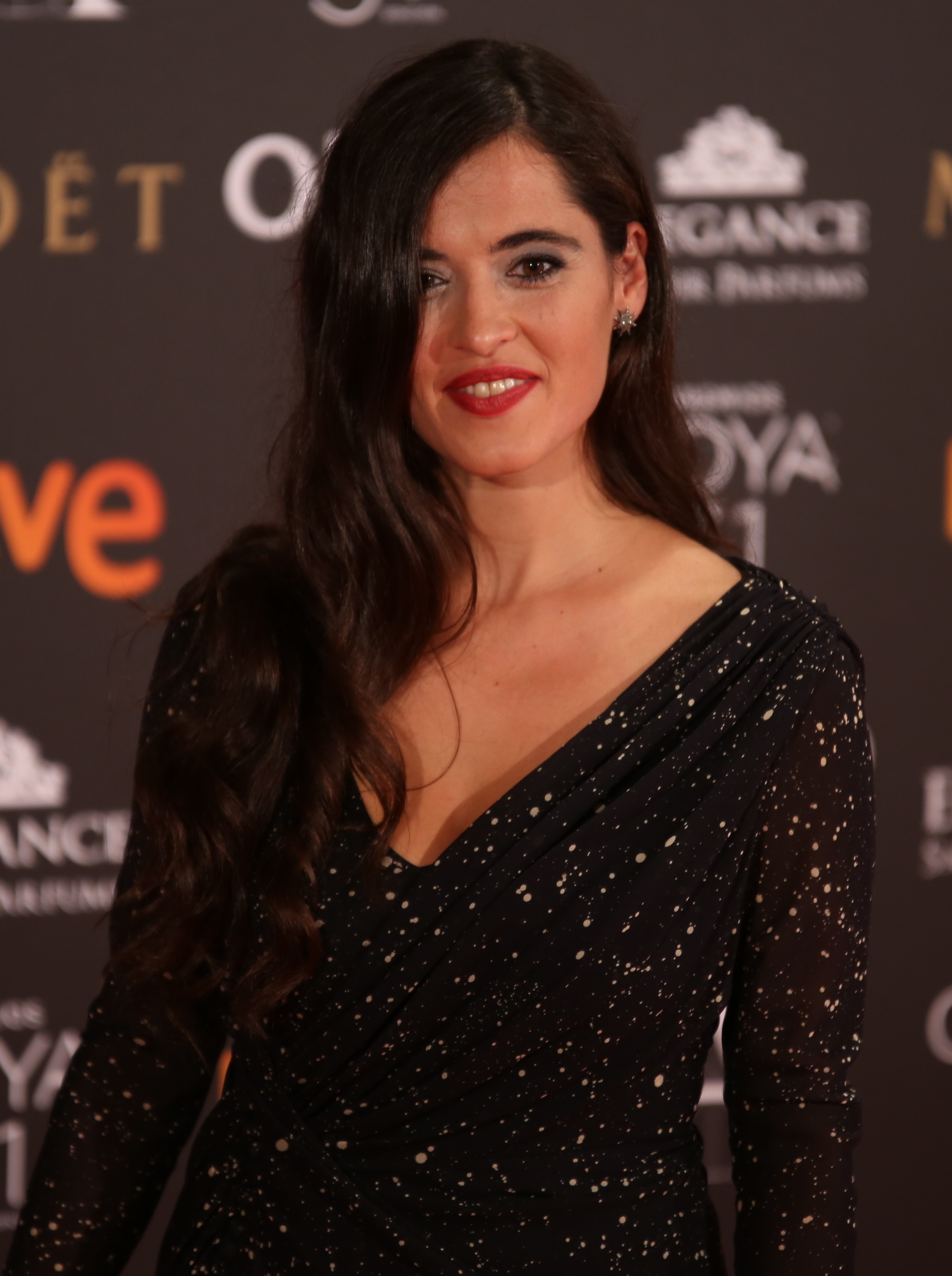
Sílvia Pérez Cruz (2017)

Sílvia Pérez Cruz (* 15. Februar 1983 in Palafrugell) ist eine spanische Weltmusik-Künstlerin (Gesang, auch Gitarre, Songwriting), die auch im Jazz- und Flamenco-Genre arbeitete. 

## Leben und Wirken
Pérez Cruz ist die Tochter des Musikers Càstor Pérez Diz und der Dichterin Gloria Cruz i Torrellas, die sie ab dem vierten Lebensjahr musikalisch unterwiesen; unter anderem erhielt sie klassischen Saxophon- und Klavierunterricht. Als Jugendliche gab sie mehrere Konzerte mit ihrem Vater. Mit 18 Jahren zog sie nach Barcelona, wo sie Jazzgesang an der Escola Superior de Música de Catalunya studierte.
Zwischen 1996 und 2010 war Pérez Cruz Mitglied der Chöre Coral Virolets grans und Nit de juny und gab mehrere Konzerte mit dem Gitarristen Lluís Bofill. Mit ihrem Vater Càstor Pérez nahm sie das Album Passeig per la memòria (2001) auf. 2004 gründete sie mit anderen Studentinnen das Flamenco-Quartett Las Migas, mit dem sie den Preis des Instituto de Juventud für die beste Flamenco-Gruppe gewann; mit dieser Gruppe entstanden die Alben Unas voces (2006) und Reinas del matute. Mit dem Perkussionisten Ravid Goldschmidt nahm sie die Alben Llama (2005) und Rompiendo aguas (2011) auf. Zwischen 2006 und 2007 gehörte sie zudem zur Gruppe Nou nonet. 2008 veröffentlichte Fresh Sound New Talent mit dem Joan Díaz Trío und ihr als Sängerin das Album We Sing Bill Evans. Weiterhin gehörte sie zu Xalupa. Mit dem Trio von Javier Colina (mit Albert Sanz) entstand das preisgekrönte Bolero-Album En la imaginación (2011).
2012 nahm Pérez Cruz ihr erstes Soloalbum 11 de Novembre auf, das sowohl in Spanien als auch in Frankreich für das Album des Jahres nominiert wurde und sich sehr gut verkaufte. Das von ihr gesungene Lied „No te puedo encontrar“, wurde mit dem Goya für den besten Originalsong des Jahres 2012 ausgezeichnet. 2014 veröffentlichte sie mit Raül Fernández Miró das Album Granada, das für seine Verkäufe in Spanien wiederum Goldstatus erhielt. Für das von ihr komponierte und gesungene Lied „Ai, ai, ai“ für den Film Cerca de tu casa (2016) erhielt sie einen weiteren Goya-Preis für den besten Originalsong. 2016 erschien wiederum unter eigenem Namen ihr Album Domus, dem 2017  Vestida de Nit folgte. Mit dem Pianisten Marco Mezquida nahm sie bei einer Tournee Live in Tokyo (2020) auf; im selben Jahr erschien ihr Album Farsa (Género imposible). 2023 folgte Toto la vida, un dia. Sie arbeitete weiterhin mit Gino Paoli, Stefano Bollani, Jorge Drexler, Toquinho, Natalia Lafourcade, Lila Downs, Joan Manuel Serrat, Pedro Guerra, Joaquín Sabina, Lluís Llach, Chicuelo, Macaco, Kiko Veneno und Tosca Donati. In den letzten Jahren hat sie zudem an verschiedenen Tanz-, Theater- und Filmprojekten mitgewirkt, gelegentlich auch als Schauspielerin (wie bei Cerca de tu casa) und beim Trickfilm Josep (2022) als Sprecherin.
2022 wurde Pérez Cruz mit dem Premio Nacional de las Músicas Actuales für „die kreative und interpretatorische Qualität ihrer Arbeit“ sowie „für die Natürlichkeit, Vielseitigkeit und Kühnheit ihrer Beiträge“ ausgezeichnet. Außerdem erhielt sie den Pop Eye al Duende Award und für den besten Original-Soundtrack für ihre Arbeit zum Kurzfilm Maruja von Berta Garcia-Lacht den Pávez Award. Für ihre Musik zu Josep gewann sie 2021 den Prix Lumière für die beste Filmmusik.

## Diskografie
Alben

| Jahr | Titel                    | Höchstplatzierung, Gesamtwochen, AuszeichnungChartsChartplatzierungen (Jahr, Titel, Platzierungen, Wochen, Auszeichnungen, Anmerkungen) | Anmerkungen                                               |
| Jahr | Titel                    | ES | Anmerkungen                                               |
| ---- | ------------------------ | --- | --------------------------------------------------------- |
| 2011 | En la imaginación        | ES22 (21 Wo.)ES | Erstveröffentlichung: 3. Mai 2011 mit Javier Colina Trío  |
| 2012 | 11 de novembre           | ES5 Gold · (51 Wo.)ES | Erstveröffentlichung: 17. April 2012                      |
| 2014 | Granada                  | ES3 Gold · (47 Wo.)ES | Erstveröffentlichung: 6. Mai 2014 mit Raül Fernandez Miró |
| 2016 | Domus                    | ES4 (39 Wo.)ES | Erstveröffentlichung: 19. Februar 2016                    |
| 2017 | Vestida de nit           | ES5 (24 Wo.)ES | Erstveröffentlichung: 5. Mai 2017                         |
| 2020 | Farsa (género imposible) | ES3 (10 Wo.)ES | Erstveröffentlichung: 1. Oktober 2020                     |
| 2023 | Toda la vida, un día     | ES12 (3 Wo.)ES | Erstveröffentlichung: 21. April 2023                      |
| 2025 | Silvia + Salvador        | — | Erstveröffentlichung: 22. Mai 2025 mit Salvador Sobral    |